# Remote Data Objects
Remote Data Objects (RDO) es el nombre de una obsoleta API de acceso a datos usada primariamente en aplicaciones de Visual Basic sobre Windows 95 y posteriores sistemas operativos. Incluía la conexión de la base de datos, queries, procedimientos almacenados, manipulación de los resultados, y commit de cambios. Permitió a los desarrolladores crear interfaces que pudieran interactuar directamente con fuentes de datos Open Database Connectivity (ODBC) en máquinas remotas, sin tener que tratar con el comparativamente complejo API del ODBC.
Remote Data Objects fue incluido en las versiones 4, 5, y 6 de Visual Basic. La última versión de RDO fue la versión 2.0.